# Stopa mennicza
Stopa mennicza – dawniej ustalona liczba monet danego rodzaju wybijanych z określonej jednostki wagowo-pieniężnej (np. talentu, funta, grzywny); przykładem rzymska libra, funt karoliński, grzywna krakowska, pruska, brandenbursko-pruska.